# Córax de Siracusa
Córax, em italiano Corace, (Siracusa, por volta do século V a.C.) é considerado como um dos criadores da retórica. Discípulo do filósofo Empédocles. Definiu a oratória como sendo a criadora de persuasão. Sua história é pouco conhecida, seu único livro perdeu-se, existem apenas algumas citações em Cícero e em Quintiliano.
Inventou o argumento que recebeu seu nome, o córax, que consiste em dizer que uma coisa é inverossímil por ser verossímil demais. (…)
Antifone cita o seguinte exemplo de córax: Se o ódio que eu nutria pela vítima tornar verossímeis as suspeitas atuais, não seria ainda mais verossímil que, prevendo essas suspeitas antes do crime, eu me tenha abstido de cometê-lo?".